# Diego Camargo
Diego Andrés Camargo Pineda (ur. 3 maja 1998 w Tucie) – kolumbijski kolarz szosowy.

## Osiągnięcia
Opracowano na podstawie:
2021
- 2. miejsce w mistrzostwach Kolumbii (jazda indywidualna na czas)

2022
- 3. miejsce w mistrzostwach Kolumbii (jazda indywidualna na czas)

## Rankingi
| Rok              | 2020  | 2021  | 2022  | 2023 | 2024 |
| ---------------- | ----- | ----- | ----- | ---- | ---- |
| World Ranking    | 1154. | 1026. | 1569. | 793. | 679. |
| UCI America Tour | 95.   | 146.  | 230.  | 81.  | 75.  |
|                  |       |       |       |      |      |
| Źródło: UCI      |       |       |       |      |      |